# الطالب باسيج
يُعد الطالب باسيج (الفارسية: بسیج دانشجویی) (المعروف أيضًا باسم «الطالب والطلبة باسيج») من المنظمات الطلابية الإسلامية التي تأسست بناءً على مرسوم المرشد الأعلى الأول / السابق لإيران، السيد روح الله الخميني في 23 نوفمبر 1988، مع نطاق الوصاية على مبادئ الثورة والإسلام. ومن أهدافها: دعوة الوحدة والتضامن بين الحوزة والجامعة، وتأسيس حكومة إسلامية كبرى وانتصار الإسلام للعالم.

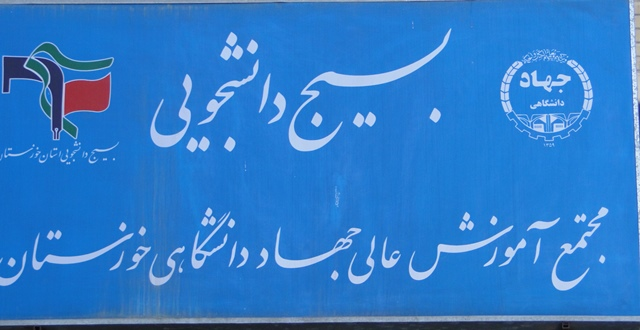
لوحة الطالب باسيج في محافظة خوزستان

بعد إعلان هذه الخطة من قبل روح الله الخميني، وافق المجلس الأعلى للثورة الثقافية على الخطة المذكورة، لذلك أصبح مركز الباسيج الطلابي بطهران هو المسؤول عن تأسيس مكاتب الباسيج في جامعات إيران في 3 يناير 1991.
فيما يتعلق بتأسيس هذه المنظمة، قال السيد روح الله الخميني:
"في الوقت الحاضر، تعتبر" الباسيج الطلابي " (للجامعة أو الحوزة) من أهم التشكيلات، يجب على طلاب الحوزة والجامعات بذل قصارى جهدهم للدفاع عن الثورة والإسلام، في المراكز ذات الصلة؛ يجب أن يحذر أطفال إيران - من المبادئ الثابتة المتمثلة في "لا شرق ولا غرب" في التشكيلات المذكورة أعلاه ". وأضاف: "في الوقت الحاضر، تحتاج الجامعات والحوزات إلى الوحدة والتضامن أكثر من أي مكان آخر، لم يسمح أبناء الثورة أبدًا لشركاء الولايات المتحدة والسوفييت بالتأثير في المراكز الحساسة المذكورة.

## التزامات
كانت هناك التزامات محددة على طالب «الباسيج» - للوصول إلى نطاقه (مجالاته) - مثل:
- استقطاب وتوجيه وتنظيم الطلاب المتطوعين.
- التعريف بثقافة التضحية والاستشهاد للطلاب، و...
- حماية ورفع معنويات مناهضة الغطرسة لدى الطلاب.
- إقامة الاحتفالات اللازمة (ذكرى، مؤتمرات، إلخ).
- عقد الدورات والمعسكرات ذات الصلة، أيضا الطبقات الثقافية والعلمية والدفاعية.
- توسيع التعاون البحثي في مجالات الثقافة / العلوم / الدفاع في اتجاه التقدم وبناء الوطن.

## إدارة

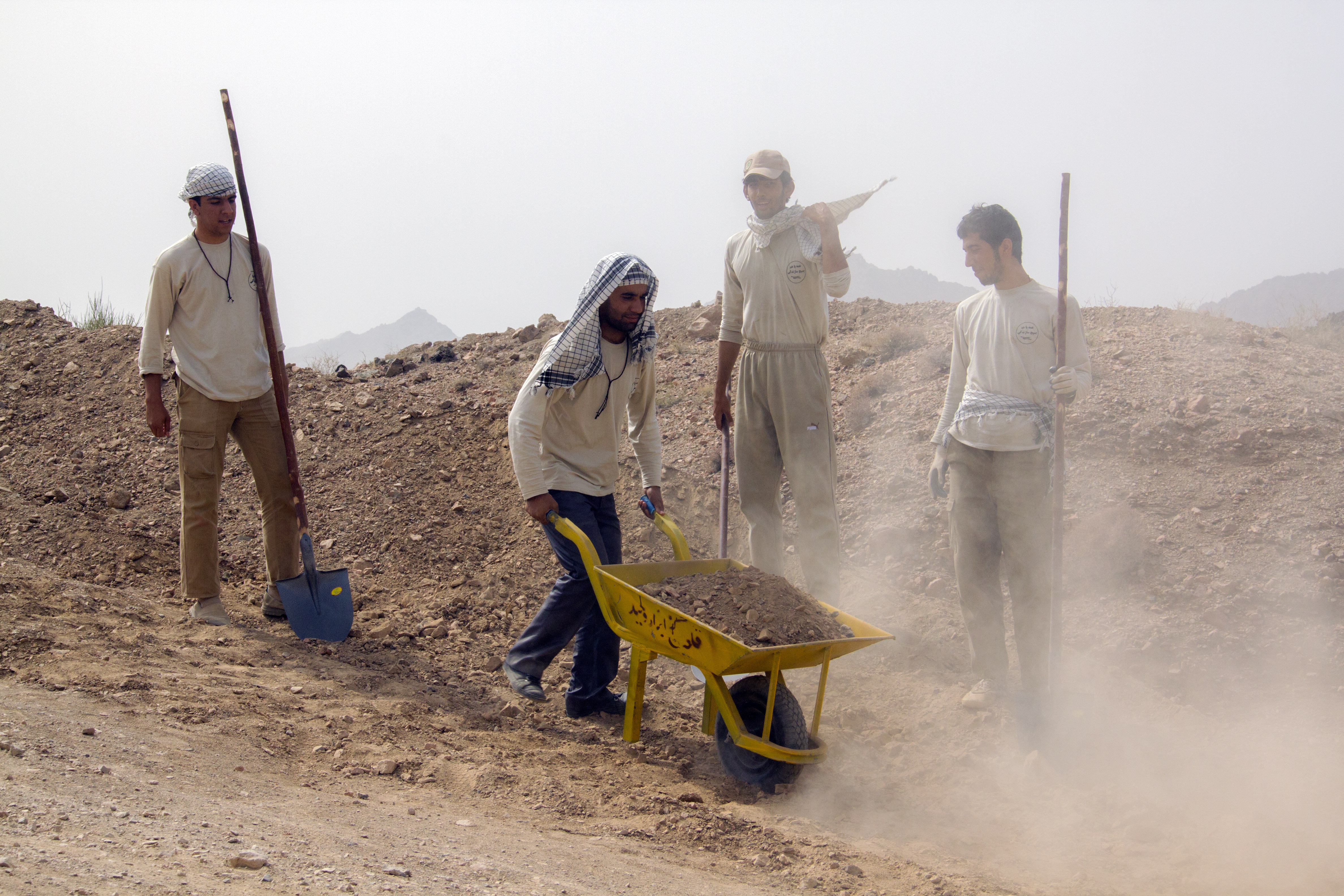
مساعدة الباسيج للمناطق النائية.

تم تعيين «محمد جواد نيك رافيش» عضو البعثة العلمية لجامعة الإمام الحسين (وكان أيضًا في جامعة الإمام الصادق)، كرئيس لباسيج طلاب الدولة  في 23 ديسمبر 2017، قادة الطالب باسيج (منذ بداية هذا التشكيل) هم:
- علي جول بارفار.
- سيد محمد الحسيني.
- علي رضا فريج كاظمي.
- أمير رضا أهوان.[33]